# Scary Kids Scaring Kids
Scary Kids Scaring Kids (скорочено SKSK) — американський постгардкор-гурт, заснований у Гілберті, штат Арізона 2002 року.
Назва гурту взята з однойменної пісні гурту Cap'n Jazz. Вони випустили два студійних альбоми: The City Sleeps in Flames (2005) і однойменний Scary Kids Scaring Kids (2007) з покійним учасником і головним вокалістом Тайсоном Стівенсом. Гурт розпався після прощального туру в 2010 році. У 2019 році гурт возз’єднався та випустив третій студійний альбом Out of Light (2022).

## Історія

### 2002–2005: ранні роки,After DarkтаThe City Sleeps In Flames
До початкового складу гурту увійшли бас-гітарист та вокаліст Тайсон Стівенс (пізніше він став суто вокалістом/автором пісень), гітаристи Чед Кроуфорд, Ді-Джей Вілсон (пізніше перейшов на бас), Стів Кірб та Пуян Афкарі на клавішних і барабанщик Пітер Кост. Вони записали і самостійно профінансували дебютний мініальбом After Dark під час навчання в Highland High School. Гурт випустився зі школи у 2003 році. Згодом After Dark перевидали на лейблі Immortal Records у 2005 році. Ледь уникнувши розпаду, вони вирішили зайнятися гуртом на повний робочий день, організовуючи оголені автомийки та беручи кредити для фінансування своїх турів.
Потім гурт підписав контракт з Immortal Records, де вони випустили перший студійний альбом: The City Sleeps in Flames. Альбом записали протягом лютого та березня 2005 року з продюсером Браяном Мактернаном і випустили 28 червня 2005 року.

### 2006–2007: однойменний альбом
Альбом Scary Kids Scaring Kids вийшов 28 серпня 2007 року та був спродюсований Доном Гілмором (який раніше працював над записами Dashboard Confessional, Good Charlotte, Linkin Park і Trust Company) у Північному Голлівуді, штат Каліфорнія. Він став результатом довгих роздумів і зусиль гурту, навіть незважаючи на те, що більшу частину року вони провели в гастролях. Гурт особливо хотів, щоб цей запис був композиторським альбомом, а не збіркою пісень. Про це свідчать переходи між піснями, прелюдія та інтерлюдія, а також посилання в альбомі на попередні треки.
2007 року Scary Kids Scaring Kids отримали нагороду як найкращий нойз/скримо-гурт на церемонії нагородження Arizona Ska Punk Awards 2007 у Феніксі, штат Арізона. 2010 року вони знову отримали нагороду як найкращий нойз/скримо-гурт, а у 2009 році — як найкращий незалежний гурт.
У січні 2008 року гурт отримав премію Libby Award від PETA як найкращий новачок. Scary Kids Scary Kids отримали нагороду за виступи проти Chicken Express в рамках кампанії PETA «Я не наггет».

### 2008–2019: зміна лейбла, розпад, смерть Тайсона Стівенса та «Loved Forever»
Гурт залишив Immortal Records і підписав угоду з мейджор-лейблом RCA Records. Під час осіннього туру з Anberlin, Straylight Run і There for Tomorrow гурт оголосив, що наприкінці туру працюватиме над третім студійним альбомом, але зрештою розпався перед записом нового матеріалу.
Вокаліст Тайсон взяв відпустку на останні чотири дні Warped Tour 2009, і до кінця туру вокальні партії виконували учасники гурту Крейг Меббітт з Escape the Fate, Брендон Болмер, колишній учасник Chiodos, Вік Фуентес з Pierce the Veil і Коув Ребер, колишній учасник Saosin.
30 листопада 2009 року Афкарі опублікував офіційну заяву, в якій заявив, що за взаємною згодою гурт розпадеться після прощального туру в 2010 році.
Дерек Сміт був барабанщиком гурту під час їхнього прощального туру та відкривав концерти своїм новим хіп-хоп гуртом Mod Sun. Альбом, який гурт записував у 2009 році, так і не був завершений, оскільки гурт не записав для нього вокальні партії.
20 жовтня 2014 року вокаліста Тайсона Стівенса знайшли мертвим від передозування героїном у віці 29 років. 29 вересня 2019 року Scary Kids Scaring Kids випустили пісню під назвою «Loved Forever» на честь 34-го дня народження Стівенса. Пісню написав ритм-гітарист Чед Кроуфорд, а продюсером виступив Хірам Ернандес.

### 2019 — дотепер: повернення,Out of Lightі зміни у гастрольному складі
18 листопада 2019 року учасники Кроуфорд, Афкарі та Коста оголосили, що Scary Kids Scaring Kids возз’єднаються для туру з нагоди 15-річчя альбому The City Sleeps in Flames разом із гастрольними учасниками за участю колишнього фронтмена Saosin і Dead American Коува Ребера на вокалі, Дона Ведди на соло-гітарі та Джордана Флауера на бас-гітарі. Тур тривав з 13 по 24 січня 2020 року в партнерстві з організацією To Write Love On Her Arms. Було оголошено, що додаткові виступи на Східному узбережжі відбудуться з 27 червня по 12 липня за підтримки The Classic Crime, Picturesque та Eidola, але їх відклали через пандемію COVID-19.
4 лютого 2021 року Scary Kids Scaring Kids оголосили про підписання контракту з Velocity Records і повідомили про запис нового матеріалу в студії через Instagram.
Перенесені виступи на Східному узбережжі пройшли з 17 вересня по 1 жовтня 2021 року, проте гурт Eidola замінили на The Villa. Під час цього туру Scary Kids Scaring Kids час від часу виконували наживо нову пісню під назвою «Knock It All Down».
5 жовтня 2021 року гурт оголосив, що випустить The Lost Album Demos (2010), до якого увійдуть скретч-треки, демозаписи та необроблені ідеї, які гурт планував випустити в рамках четвертого студійного релізу ще в 2010 році, ексклюзивно на своєму каналі в Discord.
18 грудня 2021 року було оголошено, що з 16 лютого по 20 березня 2022 року відбудеться тур Velocity Records Tour 2022, в якому візьмуть участь SKSK, D.R.U.G.S., Dead American і Secrets. Зрештою, цей тур відбувся з Куртом Тревісом (Royal Coda, екс-Dance Gavin Dance ), який виконав головний вокал.
19 і 23 грудня 2021 року гурт відіграв два концерти з Донованом Мелеро (з Hail the Sun і Sianvar) на головному вокалі.
22 лютого 2022 року гурт випустив «Knock It All Down (разом з Lil Lotus)», перший сингл із третього альбому під назвою Out of Light. Другий сингл під назвою «Nightmare» вийшов зі Спенсером Чарнасом з Ice Nine Kills через місяць. Out of Light вийшов 27 травня 2022 року і отримав неоднозначні відгуки. У кожній композиції альбому є окремий запрошений вокаліст.
У січні 2023 року гурт відіграв мінітур (зокрема виступ на Kill Iconic Records 23) із вокалістом Крейгом Меббіттом. У травні-червні 2023 року SKSK провели тур за участю вокалістів Альберта Швейцера (Violent New Breed) і Пола Роуза (екс- Cover Your Tracks, екс-Curses).

## Склад гурту
| Поточний склад - Чед Кроуфорд – ритм-гітара, бек-вокал (2002–2010; з 2019) - Пуян Афкарі – клавішні, синтезатори, програмування, фортепіано, бек-вокал (2002–2010; з 2019) Колишні учасники - Тайсон Стівенс – вокал, додаткова гітара, програмування (2002–2010); бас (2002–2004; помер 2014) - Діджей Вілсон – бас, бек-вокал (2004–2010); соло-гітара (2002–2004) - Пітер Коста – барабани, перкусія (2002–2005; 2019–2022) - Стів Кірбі – соло-гітара, бек-вокал (2004–2010) - Джастін Салтер – барабани, перкусія (2005–2007) - Джеймс Етрідж – барабани, перкусія (2007–2009) - Теннер Вейн – барабани, перкусія (2009) - Дерек Сміт – барабани, перкусія (2009–2010) | Гастрольні учасники - Джаред «Вейнз» Гейнз – соло-гітара, бек-вокал (з 2021) - Каш Джегер – барабани, перкусія (з 2023) - Альберт Швейцер – вокал (з 2023) - Колтон Вестерман – бас (з 2023) Колишні гастрольні учасники - Брендон Болмер – вокал (2009) - Вік Фуентес – вокал (2009) - Крейг Меббіт – вокал (2009, 2022–2023) - Коув Ребер – вокал (2009, 2019–2021, 2022) - Дон Ведда – гітари, бек-вокал (2019–2020) - Lil Lotus – вокал (2021–2022; звучав лише в «Knock It All Down») - Донован Мелеро – вокал (2021-2022; час від часу звучав лише в «Black Hole») - Cody Ash – drums (2022) - Курт Тревіс – вокал (2022, 2023) - Джордан Флауер – бас, бек-вокал (2019–2023) - Пол Роуз – вокал (2023) |

## Дискографія
Студійні альбоми
- The City Sleeps in Flames (2005)
- Scary Kids Scaring Kids (2007)
- Out of Light (2022)[17]

Мініальбоми
- After Dark (2003) (перевидано 2017)

Сингли
- «Snake Devil» (2007)
- «Loved Forever» (2019)
- «Knock It All Down» (2022)
- «Nightmare» (2022)
- «Escape from My Reality» (2022)

Інші появи
- Punk Goes 90s (2006)
- A Santa Cause: It's a Punk Rock Christmas Vol. 2 (2006)
- Punk Goes Crunk (2008)